# Pogonortalis
Pogonortalis är ett släkte av tvåvingar. Pogonortalis ingår i familjen bredmunsflugor.

## Arter inomPogonortalis[1]
- Pogonortalis commoni
- Pogonortalis doclea
- Pogonortalis fulvofemoralis
- Pogonortalis hians
- Pogonortalis howei
- Pogonortalis monteithi
- Pogonortalis uncinata